# Manunain A
Manunain A is een bestuurslaag in het regentschap Timor Tengah Utara van de provincie Oost-Nusa Tenggara, Indonesië. Manunain A telt 1485 inwoners (volkstelling 2010).